# Masahiro Andō
Masahiro Andо̄ (安藤 真裕, Andо̄ Masahiro) est un animateur et réalisateur d'anime japonais.
Il est principalement connu comme animateur de scènes d'action en particulier pour le cinéma d'animation, puis comme réalisateur des séries Canaan, Hanasaku Iroha, The Civilization Blaster, Shirayuki aux cheveux rouges, ou encore O Maidens in Your Savage Season.

## Biographie

### Jeunesse et débuts dans l'animation
Andо̄ est né le 1er septembre 1967 dans la préfecture d'Hokkaido. Enfant, il est fan des mangas Babel II et Tiger Mask (en) qui lui donnent la passion du dessin, et il décide au collège de travailler dans l'animation.
Après son diplôme de fin d'études secondaires en poche en fin de lycée, il rejoint le Studio Annapuru en 1986. Habitant à la campagne et loin de Tokyo où le studio est basé, il envoie une carte postale au studio Tokyo Movie en leur demandant l'adresse d'Annapuru, studio reconnu à l'époque pour le travail d'animateurs comme Kōji Morimoto. Il obtient leur adresse et envoie une nouvelle lettre, cette fois pour demander un entretien d'embauche à Annapuru, accompagné de ses meilleurs dessins, souvent griffonnés au dos de tracts publicitaires. Au sein du studio, il travaille principalement en tant qu'intervalliste puis animateur clé sous la direction de réalisateurs comme Osamu Dezaki et Akio Sugino, principalement sur des OVA comme Jeu, set et match 2 (Ace wo Nerae! 2) et Kasei Yokyoku.
En 1991, après une dernière participation en tant qu'animateur clé sur la série Très cher frère (Oniisama e...), il quitte Annapuru et devient animateur indépendant.

### Années 1990: reconnaissance comme animateur
Après son passage en freelance, il a principalement travaillé sur des séries du studio Production I.G comme animateur clé et story-boarder, avant d'être principalement actif pour les travaux produits aux studios Bones et P.A.Works par la suite.
Son travail sur des productions à succès le fera remarquer très vite, sur des épisodes de séries comme Neon Genesis Evangelion ou Eureka Seven mais en particulier sur des films comme les itérations cinématographiques annuelles Crayon Shin-chan et Cowboy Bebop, le film,,.

### Années 2000 et après: carrière de réalisateur
À partir du milieu des années 2000, Andо̄ se concentre sur la réalisation, engrangeant des crédits de story-board et de réalisation d'épisodes et délaissant les postes d'animateur,. Il se dit attiré par la perspective de ne plus seulement chorégraphier l'action, mais de mettre en scène la narration et les motivation des personnages qui sont derrière.
Il fait ses débuts en tant que réalisateur d'œuvre complète en réalisant le film Sword of the Stranger au studio Bones en 2007, basé sur un pilote qu'il avait animé en 2003 et qui avait été pensé comme un pilote de série télévisée,. Il réalise finalement sa première série télévisée deux ans plus tard, Canaan, au studio P.A. Works. Les années suivantes, il réalisera également Hanasaku Iroha (2011) et Sirius the Jaeger (en) (2018) chez P.A Works, et The Civilization Blaster (2012), Shirayuki aux cheveux rouges (2014) chez Bones.
En dehors de ces deux studios, il co-réalise également en 2019 la version animée de Araburu kisetsu no otome-domo yo. (O Maidens in Your Savage Season), adapté du manga éponyme de la scénariste Mari Okada, au studio Lay-duce.
Pendant plusieurs années de pause de réalisation, il prépare le projet Time Patrol Bon (en), toujours animé chez Bones, qui sort finalement en mai 2024 sur Netflix,.

## Style et influences
Pendant sa carrière en tant qu'animateur, Andо̄ se fait notamment remarquer pour son talent de mise en scène et de chorégraphie de scènes de combat, en particulier par leur fluidité et le rendu de leurs mouvements,. Yutaka Nakamura, directeur d'animation supervisant les scènes d'action sur le film Cowboy Bebop: Knockin' on Heaven's Door, sera si impressionné par son rendu sur certaines scènes qu'il n'y effectuera aucune retouche, procédé pourtant courant pour corriger et uniformiser les dessins rendus par les animateurs clé. Il se dit principalement inspiré par sa propre imagination débordante, n'étant ni pratiquant ni fan d'arts martiaux, mais s'imaginant souvent en train de construire des scènes d'action au milieu de son quotidien.
Sword of the Stranger, sa première réalisation, est pensé comme un film d'action et de chanbara se réclamant autant du jidai-geki japonais que de films occidentaux comme les films de James Cameron ou ceux mettant en scène Clint Eastwood. Sa carrière comme réalisateur est considérée par certains comme un modèle de versatilité, passant d'animateur d'action à réalisateur d'aventure, de romance, ou de comédie.
Andо̄ cite comme influences les mangas de Katsuhiro Ōtomo et Hisashi Sakaguchi, les romans de Shōtarō Ikenami et John Irving, ainsi que les films de Sam Peckinpah, Stanley Kubrick, Ridley Scott, Kinji Fukasaku ou avec l'acteur Sonny Chiba.

## Filmographie
Sauf mention contraire explicite, les informations de cette section sont tirées des cartons de crédits des œuvres mentionnées, ou de bases de données compilant ces mêmes crédits,,.

### Séries principales
| Année     | Titre                                         | Rôle(s)                                                             |
| --------- | --------------------------------------------- | ------------------------------------------------------------------- |
| 1989      | Yawara!                                       | Animation clé                                                       |
| 1991–1992 | Très cher frère… (Onii-sama e...)             | Directeur d'animation, animation clé                                |
| 1996      | Neon Genesis Evangelion                       | Animation clé                                                       |
| 1998–1999 | Majutsushi Orphen                             | Réalisation et animation de génériques                              |
| 1999–2000 | Monster Rancher                               | Animation clé                                                       |
| 1999–2000 | Medabots                                      | Réalisation et story-board d'épisodes, animation clé                |
| 1999–2000 | Wild Arms: Twilight Venom                     | Animation de générique                                              |
| 2000–2001 | Android Kikaider The Animation (en)           | Réalisation et story-board d'épisodes                               |
| 2001–2002 | X                                             | Story-board d'épisodes                                              |
| 2002      | RahXephon                                     | Réalisation et story-board d'épisodes                               |
| 2002–2003 | Ghost in the Shell: Stand Alone Complex       | Réalisation et story-board d'épisode                                |
| 2003      | Wolf's Rain                                   | Réalisation et story-board d'épisodes                               |
| 2003–2004 | Fullmetal Alchemist                           | Réalisation et story-board d'épisodes et de générique               |
| 2006      | Eureka Seven                                  | Animation clé (générique)                                           |
| 2008      | True Tears                                    | Réalisation et story-board d'épisodes                               |
| 2009      | Canaan                                        | Réalisateur, réalisation et story-board d'épisodes                  |
| 2010      | Fullmetal Alchemist: Brotherhood              | Story-board d'épisodes                                              |
| 2011      | Hanasaku Iroha                                | Réalisateur, réalisation et story-board d'épisodes et de génériques |
| 2012      | The Civilization Blaster (Zetsuen no Tempest) | Réalisateur, réalisation et story-board d'épisodes et de générique  |
| 2013      | Nagi no Asukara                               | Réalisation et story-board d'épisodes et de générique               |
| 2014      | Sekai seifuku : Le Complot de Zvezda          | Story-board d'épisodes                                              |
| 2014      | Hitsugi no Chaika: Avenging Battle            | Story-board d'épisodes                                              |
| 2015      | Shirayuki aux cheveux rouges                  | Réalisateur, réalisation et story-board d'épisodes et de générique  |
| 2016      | Shirayuki aux cheveux rouges (saison 2)       | Réalisateur, réalisation et story-board d'épisodes et de générique  |
| 2018      | Sirius the Jaeger (en)                        | Réalisateur, réalisation et story-board d'épisodes et de générique  |
| 2020      | Golden Kamui                                  | Story-board d'épisodes                                              |
| 2020      | The Day I Became a God                        | Réalisation et story-board d'épisode et de générique                |
| 2021      | Godzilla Singular Point (en)                  | Story-board d'épisodes                                              |
| 2022      | The Aquatope on White Sand (en)               | Story-board d'épisodes                                              |
| 2024      | Time Patrol Bon (en)                          | Réalisateur, story-board d'épisodess                                |

### Films
| Année | Titre                                                                     | Rôle(s)                                        |
| ----- | ------------------------------------------------------------------------- | ---------------------------------------------- |
| 1993  | Patlabor 2                                                                | Animation clé                                  |
| 1994  | Crayon Shin-chan: Buriburi ōkoku no hihō                                  | Animation clé                                  |
| 1995  | Crayon Shin-chan: Unkokusai's Ambition (en)                               | Animation clé                                  |
| 1995  | Papadoll au royaume des chats                                             | Animation clé                                  |
| 1995  | Slayers Perfect                                                           | Animation clé                                  |
| 1995  | Ghost in the Shell                                                        | Animation clé                                  |
| 1995  | Magnetic Rose (Memories)                                                  | Animation clé                                  |
| 1996  | Crayon Shin-chan: Great Adventure in Henderland (en)                      | Animation clé                                  |
| 1996  | Black Jack                                                                | Animation clé                                  |
| 1997  | Crayon Shin-chan: Pursuit of the Balls of Darkness (en)                   | Animation clé                                  |
| 1997  | The End of Evangelion                                                     | Animation clé                                  |
| 1998  | Crayon Shin-chan: Blitzkrieg! Pig's Hoof's Secret Mission (en)            | Animation clé                                  |
| 1999  | Crayon Shin-chan: Explosion! The Hot Spring's Feel Good Final Battle (en) | Animation clé                                  |
| 1999  | Cyber Team in Akihabara 2011                                              | Animation clé                                  |
| 2000  | Crayon Shin-chan: Jungle That Invites Storm (en)                          | Animation clé                                  |
| 2000  | Jin-Roh, la brigade des loups                                             | Animation clé                                  |
| 2001  | Metropolis                                                                | Animation clé                                  |
| 2001  | Cowboy Bebop, le film                                                     | Aide à la direction d'animation, animation clé |
| 2005  | Fullmetal Alchemist: Conqueror of Shamballa                               | Story-board                                    |
| 2007  | Sword of the Stranger                                                     | Réalisateur, story-board                       |
| 2013  | Hanasaku Iroha: Home Sweet Home                                           | Réalisateur, story-board                       |
| 2018  | Maquia                                                                    | Story-board                                    |
| 2023  | Maboroshi                                                                 | Story-board                                    |

### Autres
| Année     | Titre                                                            | Type      | Rôle(s)                                                |
| --------- | ---------------------------------------------------------------- | --------- | ------------------------------------------------------ |
| 1988      | Jeu, set et match ! 2 (Ace wo Nerae! 2)                          | OVA       | Animation clé                                          |
| 1989      | Kasei Yakyoku                                                    | OVA       | Animation clé                                          |
| 1990      | Lupin III - Hemingway Papers                                     | Téléfilm  | Animation clé                                          |
| 1990      | Sword for Truth (en)                                             | OVA       | Animation clé                                          |
| 1990–1991 | B.B. (en)                                                        | OVA       | Animation clé                                          |
| 1992      | Takarajima Memorial - Yūnagi to Yobareta Otoko (L'Île au trésor) | OVA       | Animation clé                                          |
| 1992–1993 | Ellcia                                                           | OVA       | Animation clé                                          |
| 1993–1994 | Casshern                                                         | OVA       | Animation clé                                          |
| 1993–1994 | Jojo's Bizarre Adventure                                         | OVA       | Animation clé                                          |
| 1994      | Bakuen Campus Guardress (en)                                     | OVA       | Animation clé                                          |
| 1994–1995 | Gatchaman                                                        | OVA       | Animation clé                                          |
| 1995      | Kodomo no Omocha                                                 | OVA       | Animation clé                                          |
| 1996      | Ruin Explorers (en)                                              | OVA       | Animation clé                                          |
| 1996–1997 | Hurricane Polymar: Holy Blood                                    | OVA       | Story-board et animation de générique, animation clé   |
| 1996–1998 | Shamanic Princess (en)                                           | OVA       | Animation clé                                          |
| 1999      | Wild Arms 2                                                      | Jeu vidéo | Réalisation, story-board et animation clé de générique |
| 2000      | Scandal                                                          | Jeu vidéo | Animation clé de cinématique                           |
| 2003      | Sword of the Stranger - Pilot                                    | OVA       | Co-réalisateur, animation clé                          |
| 2016      | Under the Dog (en)                                               | OVA       | Réalisateur                                            |